# Центральная Меса
Центра́льная Ме́са (исп. Mesa Central) — горная область в Мексике, в южной части Мексиканского нагорья.
Преобладающие высоты составляют 2000—2500 м, максимальная около 3000 м. В рельефе преобладают базальтовые плато и вулканические конусы. Вдоль южного края области поднимаются мощные вулканы, в том числе действующие, образуя высокую горную цепь — Транс-мексиканский вулканический пояс.
Климат района горный тропический. Средние месячные температуры находятся на отметке от 10 до 17 °С. Годовое количество осадков повышается от 250 мм на северо-западе до 500—900 мм на востоке. Крупных рек нет. Многочисленные озёра, возникшие при вулканических извержениях, спущены. Котловины, выстланные озёрными отложениями, богаты грунтовыми водами, используемыми для водоснабжения. На склонах гор сохранились сосново-пихтовые леса, выше 2900 м — субальпийские луга.